# وادي تبة (كعيدنة)

تعديل مصدري - تعديل

وادي تبة هي إحدى قرى عزلة السكابة والحماريين بمديرية كعيدنة التابعة لمحافظة حجة، بلغ تعداد سكانها 94 نسمة حسب تعداد اليمن لعام 2004.